# Марин Туфан
Марин Туфан (рум. Marin Tufan, нар. 16 жовтня 1942, Істрія) — румунський футболіст, що грав на позиції нападника за клуби «Фарул» та «Тулча», викликався до національної збірної Румунії.

## Клубна кар'єра
У дорослому футболі дебютував 1963 року виступами за команду клубу «Фарул», в якій провів десять сезонів, взявши участь у 230 матчах чемпіонату.  Більшість часу, проведеного у складі «Фарула», був основним гравцем атакувальної ланки команди.
1973 року перейшов до третьолігового клубу «Тулча», за який відіграв 4 сезони, після чого 1977 року завершив ігрову кар'єру.

## Виступи за збірну
Протягом 1969—1970 років залучався до складу національної збірної Румунії.
У статусі резервного нападника національної команди був учасником чемпіонату світу 1970 року у Мексиці.